# شبكة المرأة العالمية للحقوق الإنجابية
الشبكة النسائية العالمية للحقوق الإنجابية هي منظمة غير حكومية دولية، تدافع عن الصحة والحقوق الجنسية والإنجابية في جميع أنحاء العالم. وهي منظمة تعتمد علي العضوية في الجنوب العالمي، وتعمل في إطار الحقوق والعدالة والأطر النسوية، حيث تعمل الرابطة من أجل تحقيق الصحة والحقوق الجنسية والإنجابية الكاملة. وتتمتع الرابطة بمركز استشاري لدى المجلس الاقتصادي والاجتماعي.

## التاريخ
تاسست الشبكة النسائية العالمية للحقوق الإنجابية في الاجتماع الدولي الرابع للمراه والصحة في 1984. وكان المؤتمر تحت عنوان «لا للسيطرة علي السكان... المرأة تقرر!» ولوحظ تشكيل شبكات دوليه هامه أخرى بما في ذلك النساء اللواتي يعشن تحت القوانين الاسلاميه وشبكه أمريكا اللاتينية للمراه والصحة.
وفي 1987  في مؤتمر آخر عقدته الرابطة (الشبكة النسائية العالمية للحقوق الإنجابية) حيث اشتركت الرابطة مع شبكه صحة المرأة في أمريكا اللاتينية ومنطقه البحر الكاريبي في إطلاق حمله للتصدي للوفيات النفاسية، وأعلنت يوم  28مايو العيد الدولي للعمل من أجل صحة المرأة ، وكانت الرابطة مشاركا نشطا في المؤتمر الدولي في دور «تعزيز الحقوق الانجابيه»، الذي عقد في مدراس، الهند في 1993. وفي هذا العام بدأت الرابطة حملتها من أجل الإجهاض الآمن والقانوني.
وكان موقف الرابطة بشان الإجهاض حاسما خلال المؤتمر الدولي للسكان والتنمية في 1994. ووفقا لموقعها الكتروني، «كانت الرابطة جزءا من ائتلاف-تحالف المرأة لضمان سماع صوت المرأة وتمثيلها في المؤتمرالتي احتجت علي نظريات السيطرة علي السكان التي كثرت في ذلك الوقت. وشاركت الرابطة أيضا في ورش عمل احتجت فيها علي استخدام» لقاحات«مضاده للخصوبة. ولا يزال القلق الذي عبرت عنه الرابطة بشان ادراج الحق في الحصول علي الإجهاض المأمون في المؤتمر الدولي للسكان والشعوب بسبب انشغالها تجاه اللغة والخشية من أساءة استخدام هذه الوثيقة من قبل أنصار السيطرة القسرية علي السكان» 
وفي ال1995 ، قامت الرابطة بحملات للتصدي لتأنيث الفقر وشاركت بنشاط في وضع برنامج العمل للمؤتمر العالمي للمرأة في بيجين  وعقدت الرابطة اجتماعا للأعضاء الإقليميين 1996في أمستردام. وفي الفترة من 2003 إلى 2007، تعاونت الرابطة مع الحركة الصحية الشعبية بشان حمله الحصول علي الرعاية الصحية للمرأة ، ثم نقلت مكتبها الرئيسي إلى الجنوب العالمي وب 2009، تم نقل المكتب الرئيسي من هولندا إلى الفلبين.

## المجالات الرئيسية
الحصول علي الإجهاض المأمون والقانوني
الحصول علي موانع الحمل
الدعوة لحقوق الإجهاض
حقوق الشباب في الصحة الجنسية والانجابيه
حقوق المراه في الصحة الجنسية والانجابيه
الحقوق الجنسية لجميع الناس

## حملات
وقد سهل الاتحاد عدة حملات دولية بشأن طائفة واسعة من القضايا، بما في ذلك وفيات الامهات والاعتلالات، والفقر، والتعقيم القسري، والحقوق الجنسية والانجابيه للشباب. وقد استخدمت الرابطة منذ إنشائها «دعوات للعمل» لتعبئة الأعضاء. الحملتين الأوليتين للرابطة هما اليوم العالمي للعمل من أجل صحة المراه (28مايو) واليوم الدولي للعمل من أجل الحصول علي الإجهاض الأمن والقانوني (28 سبتمبر)

### اليوم العالمي للعمل من أجل الحصول علي الإجهاض الأمن والقانوني
تم اختيار 28سبتمبر كموعد لحمله أمريكا اللاتينية ومنطقه البحر الكاريبي لإلغاء تجريم الإجهاض في 1990.  في 2015، تم تغيير اسم اليوم إلى اليوم الدولي للإجهاض الآمن في محاولة للحصول علي اسم سهل وبسيط للتذكر والدعوة لهذا اليوم ليصبح يوما رسميا للأمم المتحدة.

## الممولين
وتعمل المنظمة (الرابطة) بالشراكة مع الصندوق الاستئماني لمكافحه الإجهاض الآمن، وقد تلقت مؤخرا تمويلا من اوكسفام نوفيب.